# Egil Søby
Egil Søby (Tønsberg, 25 novembre 1945) è un ex canoista norvegese.

## Palmarès

### Olimpiadi
- 2 medaglie:
  - 1 oro (Città del Messico 1968 nel K4 1000 m)
  - 1 bronzo (Monaco di Baviera 1972 nel K4 1000 m)

### Mondiali
- 3 medaglie:
  - 1 oro (Copenaghen 1970 nel K4 10000 m)
  - 2 argenti (Berlino Est 1966 nel K2 10000 m; Belgrado 1971 nel K2 10000 m)

### Europei
- 3 medaglie:
  - 1 oro (Mosca 1969 nel K4 10000 m)
  - 1 argento (Mosca 1969 nel K2 10000 m)
  - 1 bronzo (Duisburg 1967 nel K1 10000 m)